# Maria Sofia Isabel de Neuburgo
Maria Sofia Isabel de Neuburgo (em alemão: Marie Sophie Elisabeth von der Pfalz; Palácio Benrath, 6 de agosto de 1666 – Paço da Ribeira, 4 de agosto de 1699) foi a segunda mulher de D. Pedro II e mãe de D. João V. Era filha do eleitor palatino do Reno, Filipe Guilherme, Duque soberano de Neuburgo, chefe de um ramo segundo da casa reinante da Baviera, os Wittelsbach, e de sua segunda mulher, Isabel Amália de Hesse-Darmstadt.

## Biografia
A escolha desta princesa para futura rainha de Portugal deveu-se ao renome, entre as cortes europeias, da extraordinária fertilidade de seus pais, aparentando garantir rápida e abundante sucessão na Coroa portuguesa, dependente então ainda da frágil saúde da princesa D. Isabel Luisa Josefa, filha única do rei.
Com efeito, os pais da princesa palatina D. Maria Sofia haviam tido 23 filhos, tendo sobrevivido saudavelmente dezassete. Fora também esta mesma a razão porque onze anos antes sua irmã mais velha, Leonor Madalena de Neuburgo, havia sido escolhida em Viena para terceira mulher do imperador Leopoldo I, estando então a família imperial em igual crise de falta de sucessores; assim como, dois anos depois do casamento de D. Maria Sofia, será escolhida uma outra sua irmã, Maria Ana de Neuburgo, para segunda mulher do impotente Carlos II de Espanha, em desesperada e inglória tentativa de sucessão do último rei Habsburgo em Madrid. Esta rainha Maria Ana veio no entanto a contrair segundas núpcias, discretamente, com um nobre basco francês, com descendência fácil por esse seu outro discreto casamento.
Luís XIV, desejando manter em Lisboa uma rainha francesa, sugerira Mademoiselle de Bourbon, entre outras princesas a ele ligadas, para noiva de D. Pedro, tendo, segundo a historiografia inglesa, ficado muito contrariado com o insucesso do seu projecto; pois no final venceu D. Maria Sofia não só pelo renome de fertilidade da sua família, como pelas informações mandadas ao Rei por António de Freitas Branco, encarregado de ver pessoalmente as duas princesas a fim de melhor informar o soberano.
A negociação das segundas núpcias de D. Pedro II, na altura o mais grave assunto diplomático da chancelaria portuguesa, correu em Viena sob o patrocínio da irmã mais velha de D. Maria Sofia, a imperatriz Leonor Madalena, que veio a conseguir que o embaixador português nomeado para o efeito seguisse para Heidelberga a fim de pedir a mão de sua irmã.
A princesa alemã tinha 20 anos ao ser pedida em casamento por D. Pedro II, então já viúvo há três anos. A sua única herdeira, D. Isabel, era fraca e doente, pelo que ao completar esta 16 anos os conselheiros de Estado haviam pedido oficialmente ao Rei um segundo casamento.
D. Pedro II nomeara anteriormente para o efeito a Manuel Teles da Silva, conde de Vilar Maior e futuro 1.º marquês de Alegrete, como seu embaixador extraordinário enviado a ir pedir a mão da Princesa Palatina. Partiu o Conde Embaixador a 8 de Dezembro de 1686, sendo o contrato de casamento assinado em 22 de Maio de 1687. Casando por procuração, a futura rainha recebeu do Eleitor Palatino seu pai 100.000 florins de dote, tal como as suas irmãs a imperatriz, a duquesa de Parma, e mais tarde a futura rainha de Espanha.

## Casamento
A princesa D. Maria Sofia casou em 2 de julho de 1687 na capela eleitoral de Heidelberga, por procuração. Deixou Heidelberga no início de agosto, fazendo a viagem pelo rio Reno, com homenagens dos governadores e magistrados das cidades e fortalezas nas duas margens do rio, assim como príncipes e os governos das terras circunvizinhas, quais foram os Arcebispos eleitores de Mogúncia, de Treves, de Colónia, e o Bispo de Vormes, primo do Imperador; Carlos II de Espanha, o Príncipe Guilherme de Orange, futuro Rei da Inglaterra, e os Estados Gerais das Províncias Unidas, assim como a Holanda, por seus deputados.
Em Brila embarcou D. Maria Sofia de Neuburgo num navio inglês, que Jaime II, cunhado de seu marido, pôs à sua disposição, sendo escoltada por uma esquadra comandada pelo duque de Grafton, filho do rei Carlos II, com quem vinha o príncipe Henrique FitzJames, filho natural do irmão do rei, e alguns lordes. A armada arribou a Plymouth, chegando a Lisboa a 12 de agosto de 1687, fundeando pelo meio-dia.
Havia numerosas embarcações pelo Tejo, navios de guerra fundeados adornados de bandeiras e flâmulas, salvas de castelos e fortalezas, sinos de igrejas, girândolas de foguetes. Pelas três horas embarcou D. Pedro II no bergantim real com os oficiais de sua casa, presidentes dos tribunais e oficiais da sua casa. Era precedido por 24 bergantins adornados de toldos, onde iam os fidalgos. Ao sair do bergantim o soberano era esperado pelo General Crafton e por Luís de Meneses, 3.º Conde da Ericeira. Entrou na câmara da rainha a cumprimentá-la e vieram ambos para bordo do bergantim real entre as salvas repetidas das armadas portuguesa e inglesa. Desembarcaram em pavilhão levantado na ponte da Casa da Índia, e desde ali até à Capela Real do Paço da Ribeira tudo se via adornado. Receberam as bênçãos nupciais do arcebispo de Lisboa e capelão-mor do Rei, D. Luís de Sousa.
Houve vários dias de festas públicas e brilhantes iluminações.
D. Maria Sofia era bondosa, e D. Pedro II consagrava-lhe afeto e respeito. D. Isabel, que tinha quase a mesma idade que a sua madrasta, muito se lhe afeiçoou. A Rainha teve dissidências com a cunhada D. Catarina de Bragança, rainha viúva de Inglaterra, então residente na corte de Lisboa, por questões de etiqueta e de precedências, sempre tão graves no século XVII. Devota e caritativa, do seu bolso sustentava viúvas e órfãs, chegando a recolher no Paço doentes pobres. Tinha muita afeição ao Padre Bartolomeu do Quental, que faleceu com fama de santidade. Fundou em Beja um colégio para os religiosos franciscanos, que dotou com rendimentos.
Faleceu cedo, vítima de ataque de erisipela no rosto e na cabeça. Foi sepultada envolta no hábito de São Francisco no Panteão Real em São Vicente de Fora. Esteve casada 12 anos e teve sete filhos.
Morreu dois dias antes de fazer 33 anos, amada na Corte, com a sua missão reprodutiva largamente cumprida, e apesar dos pomposos elogios fúnebres proferidos em Lisboa e em Lagos, não se salientou mais que pela missão caritativa e familiar plenamente exercida.

## Descendência
| Nome                                            | Retrato | Longevidade                                     | Notas |
| ----------------------------------------------- | --- | ----------------------------------------------- | --- |
| D. João de Bragança, Príncipe do Brasil         | Retrato de um bebé com um vestido branco, num leito com cobertores e almofada de seda azul.                                                                                                 | 30 de Agosto de 1688 – 17 de Setembro de 1688   | Feito Príncipe do Brasil e declarado novo herdeiro da coroa, mas viria a falecer decorridas pouco mais de duas semanas. |
| D. João V de Portugal                           | Retrato de um jovem de armadura e manto de arminho, com uma peruca empoada. Tem ao pescoço a Cruz da Ordem de Cristo e na mão o bastão de marechal, com a Coroa Real numa mesa ao seu lado. | 22 de Outubro de 1689 – 31 de Julho de 1750     | Rei de Portugal de 1706 a 1750. Casou-se com Maria Ana de Áustria. O casamento produziu seis filhos. |
| Infante D. Francisco de Bragança, Duque de Beja | Retrato de um jovem de couraça, com uma peruca empoada. Segura um bastão numa mão, e tem a outra mão na anca.                                                                               | 25 de Maio de 1691 – 21 de Julho de 1742        | 7.º Duque de Beja, Condestável de Portugal, Prior do Crato e 2º Senhor da Casa do Infantado. Celibatário, deixou dois filhos de Mariana da Silveira, freira. |
| Infante D. António Francisco de Bragança        | Retrato de um homem de pé, a três quartos, com uma casaca de veludo azul e um manto de arminho com forro de veludo castanho, e a cruz da Ordem de Cristo ao pescoço.                        | 15 de Março de 1695 – 20 de Outubro de 1757     | Irmão dilecto do rei João V de Portugal, mas viveu sempre retirado da Corte. Aquando da morte do seu irmão D. Francisco de Bragança, em 1742, D. António reclamou para si a sucessão na chefia da Casa do Infantado, que viria contudo a ser entregue ao seu sobrinho D. Pedro, filho de D. João V, o que muito agravou a relação entre os dois irmãos. Nunca casou, nem deixou filhos. |
| Infanta D. Teresa de Bragança                   | | 24 de Fevereiro de 1696 – 16 de Outubro de 1704 | Faleceu com oito anos, de "bexigas malignas". |
| Infante D. Manuel Bartolomeu de Bragança        | Retrato de um homem, vestindo uma couraça de prata com bordadura dourada e um manto de arminho e forro de veludo vermelho.                                                                  | 3 de Agosto de 1697 – 3 de Agosto de 1766       | Levou uma vida aventureira: durante mais de 20 anos percorreu as grandes capitais europeias. Bem conhecido nas Cortes da Áustria e da Rússia, chegou a ser pretendente à Coroa da Polónia em 1733, quando rebentou a Guerra da Sucessão Polaca. |
| Infanta Francisca Josefa de Bragança            | Retrato de uma senhora com um vestido verde e manto vermelho, e peruca empoada branca com um ramalhete de flores no topo.                                                                   | 30 de Janeiro de 1699 – 15 de Julho de 1736     | Nunca casou, nem deixou filhos. |

## Publicações
Acerca da rainha, publicaram-se:
- Triumpho Lusitano, applausos festivos, sumptuosidades regias nos augustissimos desposorios do inclito D. Pedro II com a serenissima Maria Sofia Izabel de Baviera, monarchas de Portugal, por Manuel de Leão; Bruxelas, 1688;
- Heptaphonon, ou portico de sete vozes, consagrado à magestade defunta da senhora D. Maria Sophia Izabel de Neuburgo, por Pascoal Ribeiro Coutinho, Lisboa, 1699;
- Sermão das exequias da Serenissima Rainha Nossa Senhora D. Maria Sophia Izabel, prégado na Villa de Santo Amaro das Grotas do Rio de Sergipe, por Frei António da Piedade, Lisboa, 1703;
- Sentimento lamentavel, que a dor mais sentida em lagrimas tributa na intempestiva morte da Serenissima Rainha de Portugal D. Maria Sophia Izabel e Neuburgo, por Bernardino Botelho de Oliveira, Lisboa, 1699;
- Oração funebre nas exequias da Rainha D. Maria Sophia Izabel, celebradas na Real Casa da Misericordia de Lisboa, por D. Diogo da Anunciação Justiniano, Lisboa, 1699.

Sobre a biografia da rainha, consulte-se Isabel M. R. Mendes Drumond Braga e Paulo Drumond Braga, Duas Rainhas em Tempos de Novos Equilíbrios Europeus , Lisboa, Círculo de Leitores, 2011.